# (4154) Rumsey
(4154) Rumsey (1985 NE) – planetoida z pasa głównego asteroid okrążająca Słońce w ciągu 4,05 lat w średniej odległości 2,54 j.a. Odkryta 10 lipca 1985 roku.